# Bungle in the Jungle
Bungle in the Jungle è un singolo del 1974 dei Jethro Tull, composta da Ian Anderson e Martin Barre.